# Puerto Williams
Puerto Williams je grad u Čileu, koji se nalazi na otoku Navarino na južnoj strani morskog kanala Beagle.
Grad ima oko 2.000 stanovika (2.262 stanovnika - 2002.g.) od kojih su velik dio pripadnici Čileanske mornarice. 
Naselje je dobilo ime po irskom kapetanu John Williams Wilson (čileanskog imena Juan Guillermos), rođenom 1798.g., koji je osnovao Fuerte Bulnes, "Utvrdu Bulnes", koja se nalazi na obali Mageljanova prolaza. Izvorno ime naselja je bilo Puerto Luisa, i od svog osnutka 1953. godine služi kao mornarička baza.
Puerto Williams mnogi smatraju najjužnijim naseljem na svijetu, iako se ponekad uspoređuje zajedno s argentinskim naseljem Ushuaia.